# Aphidius sussi
Aphidius sussi är en stekelart som beskrevs av Pennachio och Tremblay 1989. Aphidius sussi ingår i släktet Aphidius och familjen bracksteklar. Inga underarter finns listade i Catalogue of Life.